# 阿侯鲁木子
阿侯鲁木子（1901年—1984年），四川越西人，中华人民共和国政治人物。
担任越西著名黑彝头、西康省西昌专员公署副专员。1954年，当选第一届全国人民代表大会代表。